# Воноже
Воноже (пол. Wonorze) — село в Польщі, у гміні Домброва-Біскупія Іновроцлавського повіту Куявсько-Поморського воєводства.
Населення — 259 осіб (2011).
У 1975-1998 роках село належало до Бидгощського воєводства.

## Демографія
Демографічна структура станом на 31 березня 2011 року:
|          | Загалом | Допрацездатний вік | Працездатний вік | Постпрацездатний вік |
| -------- | ------- | ------------------ | ---------------- | -------------------- |
| Чоловіки | 130     | 30                 | 91               | 9                    |
| Жінки    | 129     | 22                 | 82               | 25                   |
| Разом    | 259     | 52                 | 173              | 34                   |